# Lázy (Městečko Trnávka)
Lázy je vesnice, část obce Městečko Trnávka v okrese Svitavy. Nachází se asi 2 km na jihovýchod od Městečka Trnávky. Prochází zde silnice II/371. V roce 2009 zde bylo evidováno 61 adres. V roce 2001 zde trvale žilo 159 obyvatel.
Lázy je také název katastrálního území o rozloze 9,79 km2.

## Historie
První písemná zmínka o obci pochází z roku 1365. V roce 1930 zde žilo 334 obyvatel. V letech 1938 až 1945 byly Lázy (v důsledku uzavření Mnichovské dohody) přičleněny k nacistickému Německu. Do roku 1980 byly Lázy samostatnou obcí.

## Pamětihodnosti
- Krucifix na návsi

## Galerie

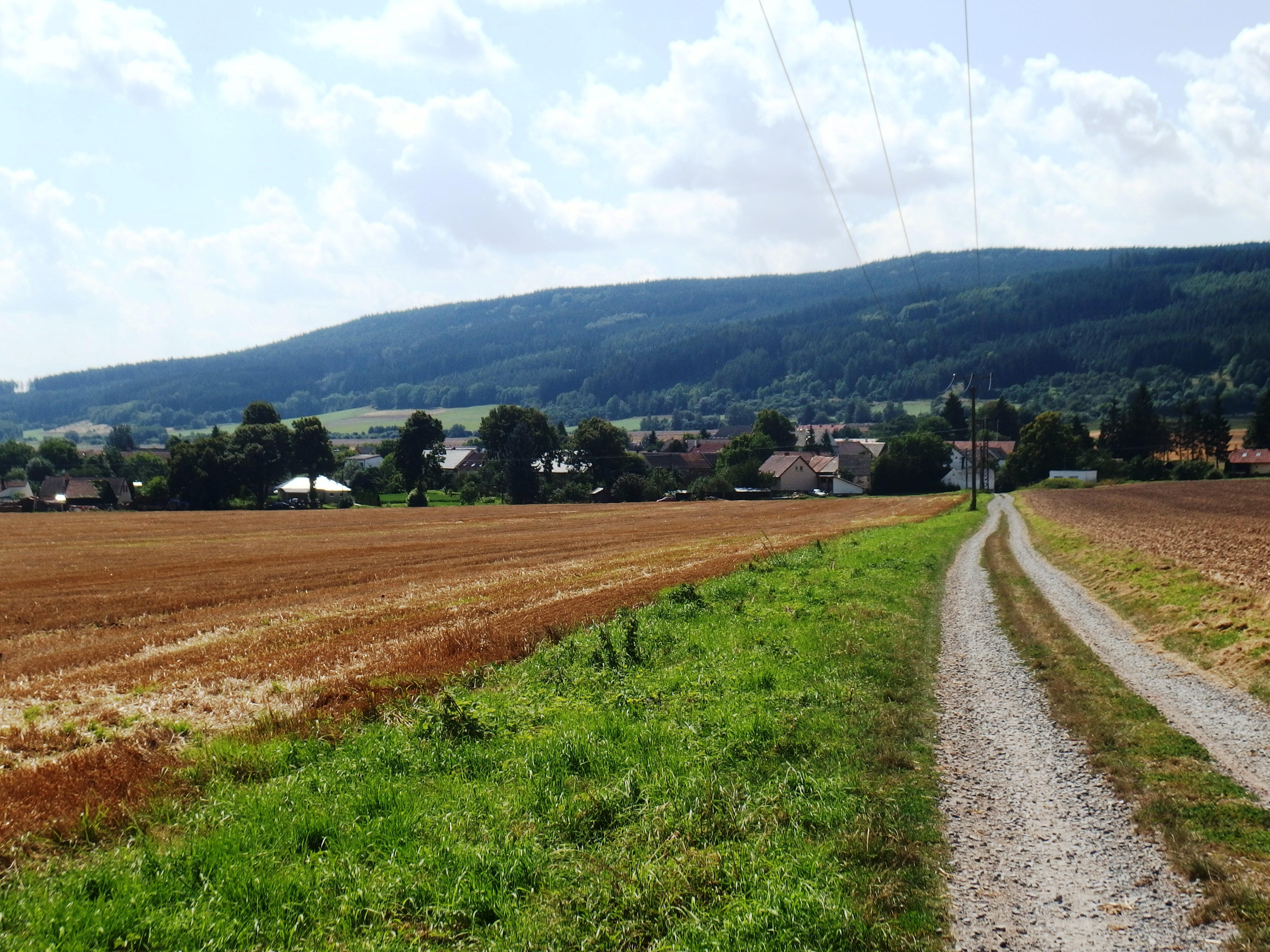
Celkový pohled
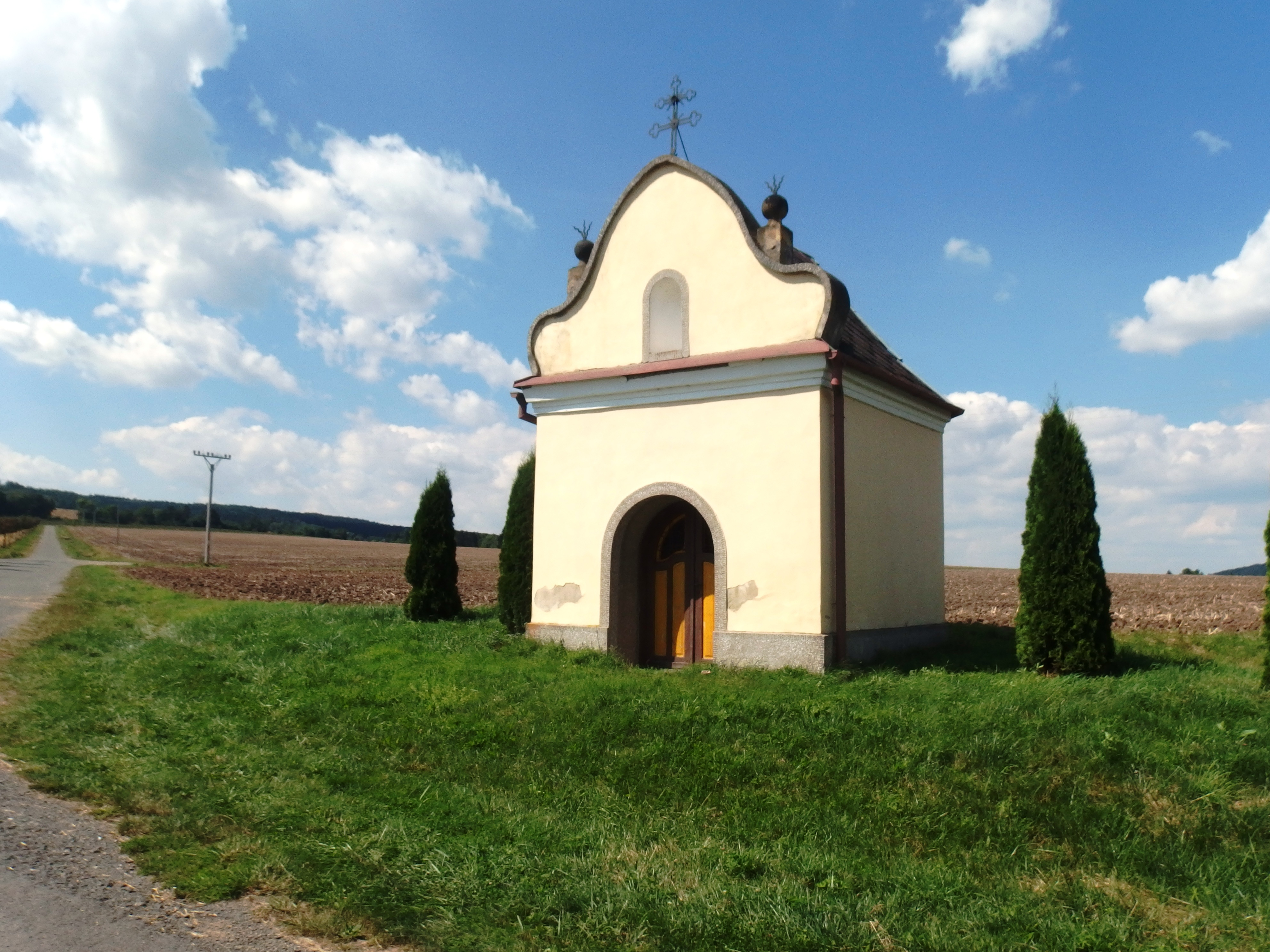
Kaple svatého Marka při silnici do Městečka Trnávky
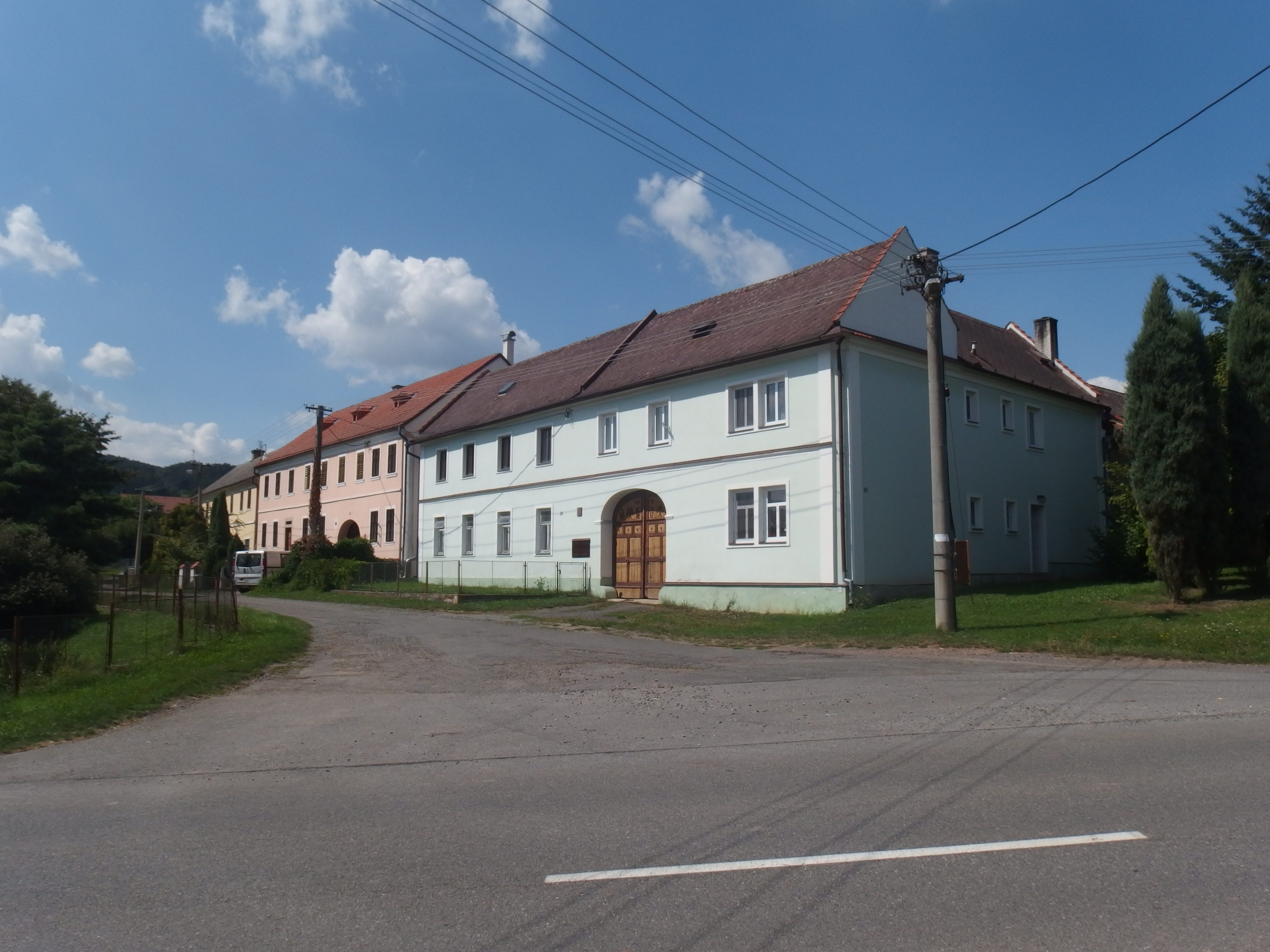
Řada domů z 19. stol. s klasicistními fasádami
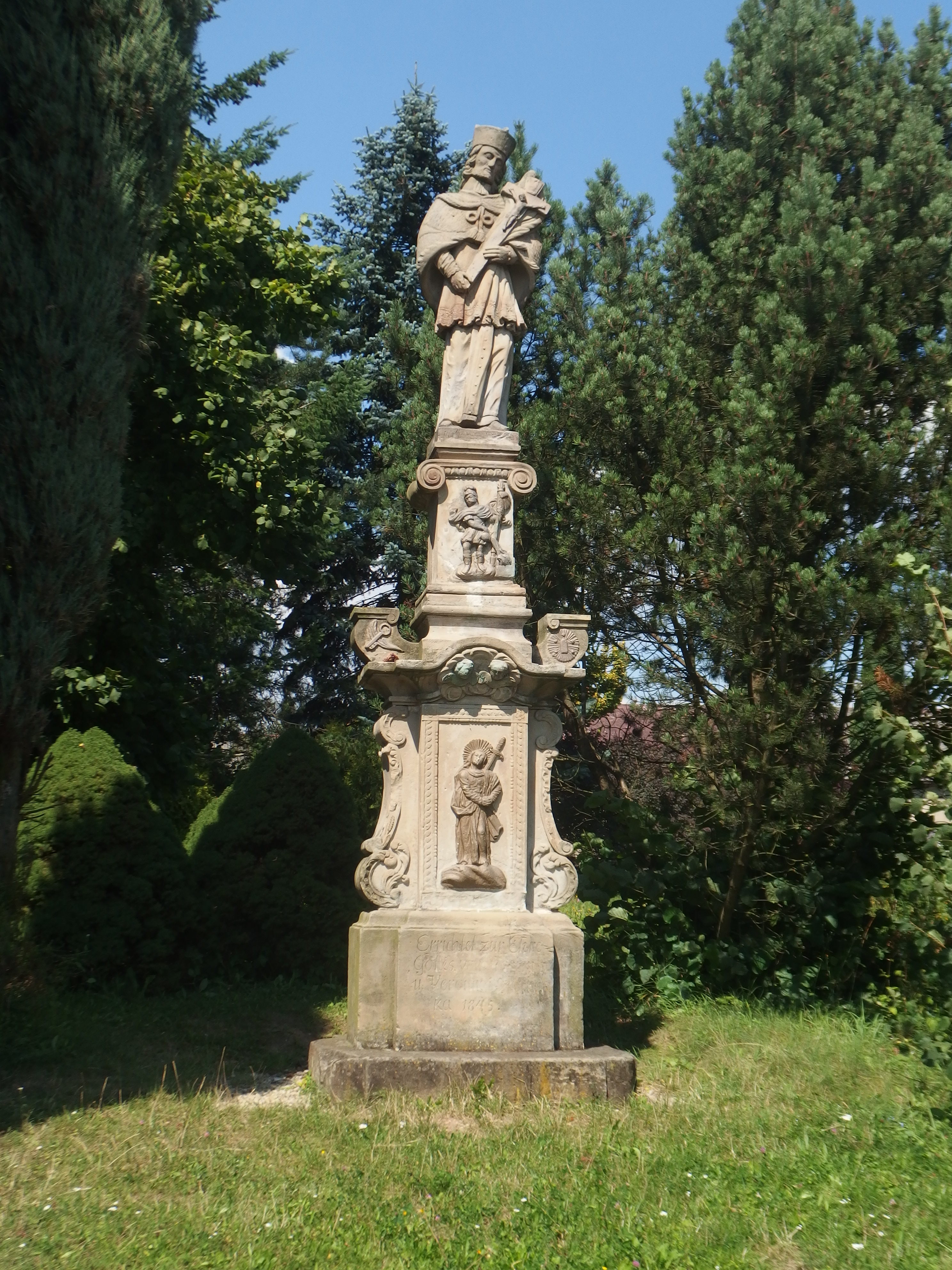
Socha sv. Jana Nepomuckého z roku 1845